# Sânpetru de Câmpie
Sânpetru de Câmpie – wieś w Rumunii, w okręgu Marusza, w gminie Sânpetru de Câmpie. W 2011 roku liczyła 1131 mieszkańców.